# Uncinia douglasii
Uncinia douglasii är en halvgräsart som beskrevs av Francis M.B. Boott. Uncinia douglasii ingår i släktet Uncinia och familjen halvgräs.
Artens utbredningsområde är Juan Fernández-öarna. Inga underarter finns listade i Catalogue of Life.